# Lund
Lund ([ˈlɵnːd]ⓘ) es una de las ciudades más antiguas e importantes de Suecia. Localizada en el municipio homónimo, al sur de la provincia de Escania, dentro de la región de Öresund.

## El municipio de Lund
El municipio de Lund (en sueco Lunds kommun) está conformado por los antiguos distritos administrativos de Lund, Dalby, Genarp, Södra Sandby y Veberöd. El municipio fue creado entre finales de 1973 y principios de 1974.
Cubre una superficie de 443 km² que incluyen al menos 13 reservas naturales, un parque nacional y una gran área de protección ambiental, incluyendo Dalby Söderskog ("Bosque del Sur"), la reserva Fågelsångsdal ("Valle del Canto de las Aves"), Prästaskogen, Gryteskog, Trollskogen. En la reserva natural Kungsmarken se han encontrado restos arqueológicos que datan de la segunda Edad de Hierro.
La iglesia de Dalby, construida alrededor de 1060 para un obispo, es la más antigua iglesia de piedra preservada en Escandinavia.

## La ciudad de Lund
La ciudad de Lund, con más de 1000 años de historia, es un importante centro industrial, científico y educativo, gracias a la Universidad de Lund y al parque científico Ideon. Es llamada "La Ciudad de las Ideas" y en ella se rodó una de las escenas de Fresas salvajes de Ingmar Bergman.

### Aspectos físicos
Lund está ubicada a 18 km al noreste de Malmö, en la provincia de Escania al sur del país, y a 40 minutos en tren de la capital danesa, Copenhague.
De clima costero, se encuentra entre los 10 y los 80 m sobre el nivel del mar. La precipitación mensual promedio es de 55 mm. Y la anual promedio es de aproximadamente 655 mm.

### Demografía
| Gráfica de evolución de Lund entre 1570 y 2018 |
|                                                |

### Historia hasta elsigloXVII

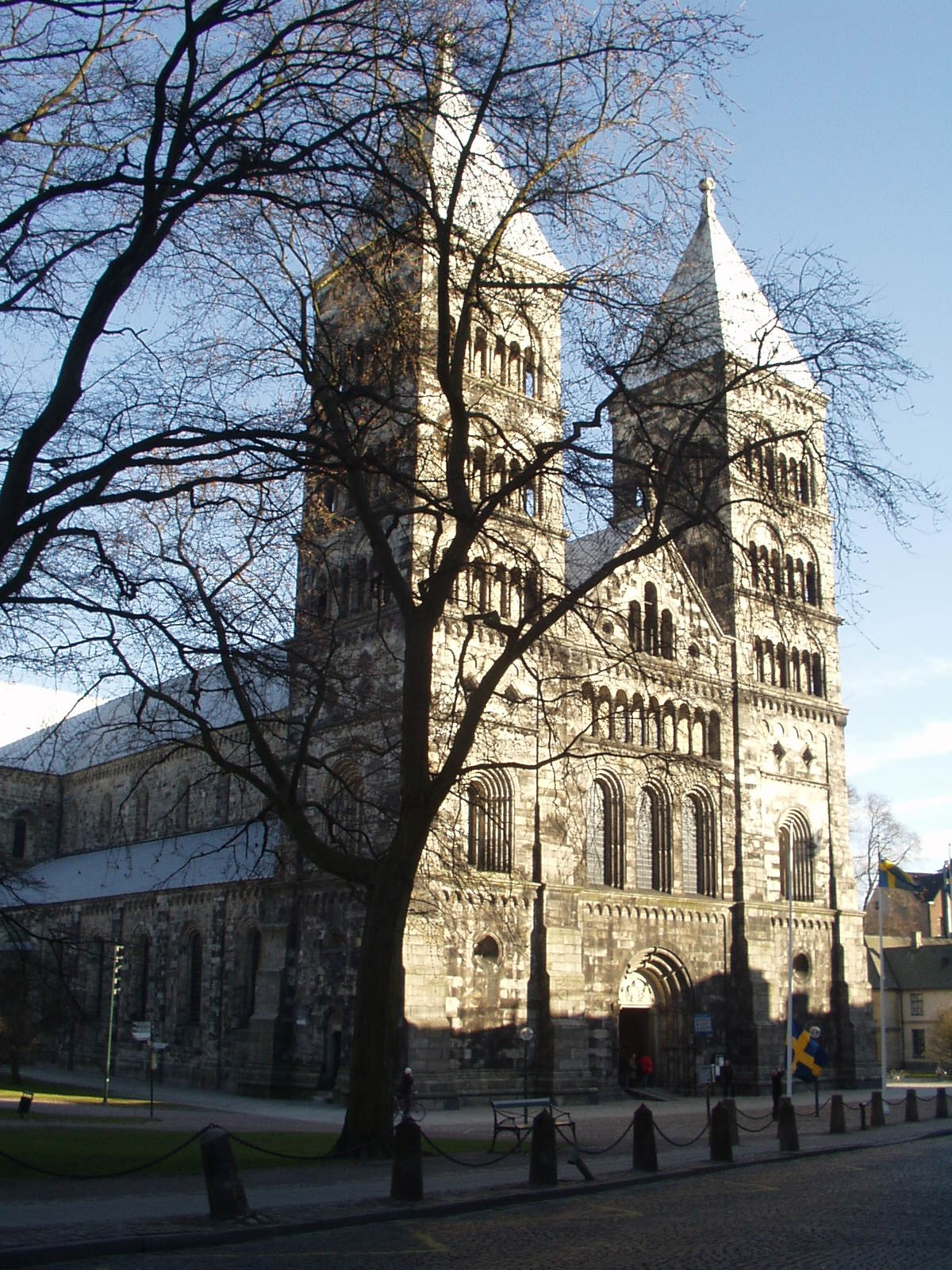
Lunds Domkyrka - Catedral de Lund.

A finales del siglo X Lund ya era un asentamiento permanente cuyas actividades giraban alrededor de un arzobispado y la casa de moneda Real Danesa. Fue probablemente el rey vikingo danés Svend Tveskæg quien fundó Lund aproximadamente en el año 990.
Posteriormente Canuto (Knut) el Grande, soberano de los reinos unidos de Inglaterra y Dinamarca destacó las ventajas de Lund por su posición geográfica. En el siglo XI Lund ya era el centro religioso, político, cultural, educativo y comercial de toda Escandinavia.
En 1104 fue establecido el arzobispado de Escandinavia. La catedral del obispo, que había sido construida en 1085 fue sustituida por una nueva. La catedral de Lund, que entonces se convirtió en el centro de la cristiandad en los países nórdicos, en nuestros días todavía domina el centro de la ciudad.
En 1658 las provincias de Escania, Blekinge y Halland fueron conquistadas (tratado de Roskilde) por los suecos y ocho años más tarde, en 1666 fue fundada la Universidad de Lund. Para entonces la población de Lund había decrecido de 4000 a 2000 habitantes.

### La Universidad de Lund

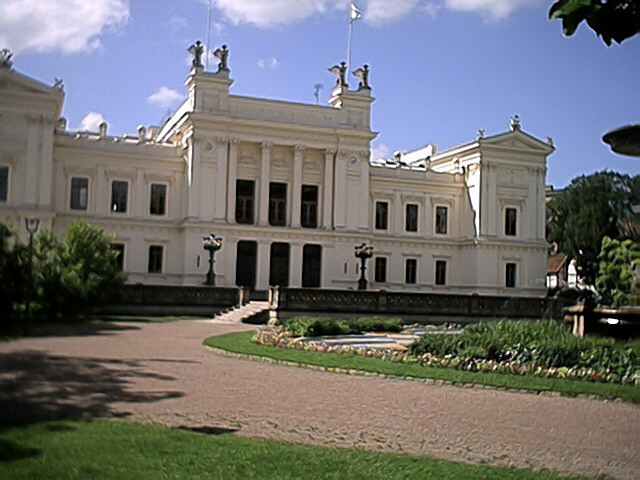
Universitetsbyggnaden - Edificio Principal de la Universidad (1882).

La Universidad de Lund, en sueco Lunds Universitet, fue fundada en 1666 con el objetivo de consolidar el poder y la influencia de la Corona sueca sobre los territorios recién conquistados. Fue inaugurada en 1668. Fue la tercera universidad sueca fundada en el siglo XVII.
El Instituto Tecnológico de Lund (en sueco Lunds Tekniska Högskola, LTH) establecido en 1965, fue incorporado a la Universidad en 1969.
La Universidad de Lund es el mayor establecimiento de educación superior e investigación en Escandinavia. Con sus más de 34 000 estudiantes (3200 de los cuales son de postgrado) y 6000 empleados (la mitad profesores e investigadores), y el resultante ambiente multicultural y juvenil, la Universidad domina muchos aspectos de la vida social, cultural y económica de la ciudad.

### Ideon
El primer y mayor parque científico creado en Suecia, Ideon, fue fundado en 1983 con el objetivo de promover el desarrollo de empresas de alta tecnología en Suecia, estableciendo y aprovechando estrechos lazos de cooperación con la universidad, particularmente con las facultades de Ingeniería, Economía y Administración, y el LTH.

## Ciudades hermanadas
Lund está hermanada con: 
- Porvoo (Finlandia)
- Dalvík (Islandia)
- Hamar (Noruega)
- Viborg (Dinamarca)
- Nevers (Francia)
- Greifswald (Alemania)
- León (Nicaragua)
- Coímbra (Portugal)
- Zabrze (Polonia)